# Maria Gentile
Maria Gentile (Catania, 17 novembre 1902 – Catania, 7 maggio 1993) è stata un soprano italiano.
Debuttò nei primi anni venti. La sua carriera si svolse principalmente in Italia prima e poi lungo l'America Latina. Negli anni trenta apparve anche in vari concerti in Germania e Svezia. Dopo il suo ritiro, insegnò canto nella sua città natale.